# Lagar (recipiente)

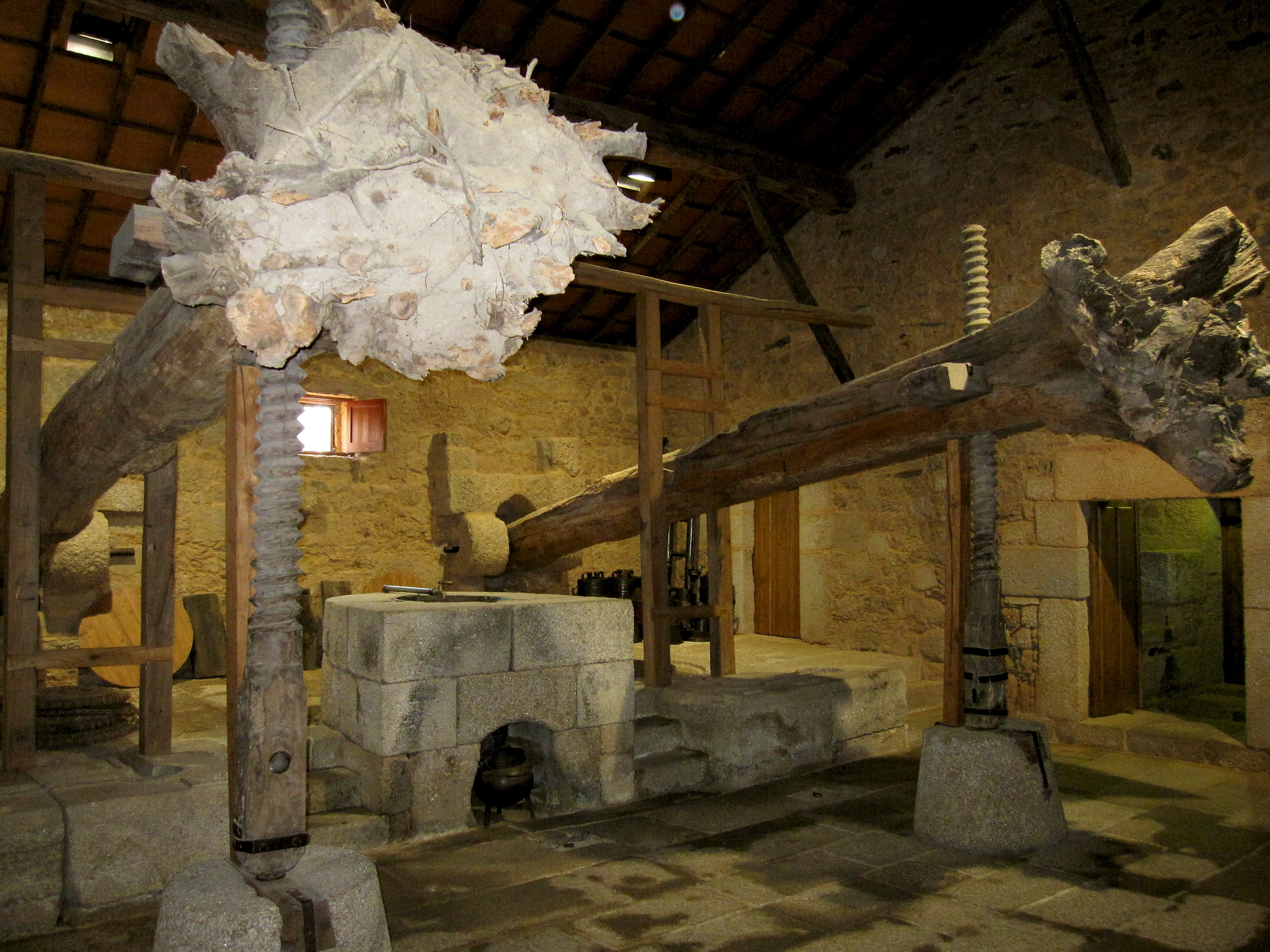
Lagar de Varas, sito en Idanha-a-Velha, freguesia de Portugal.

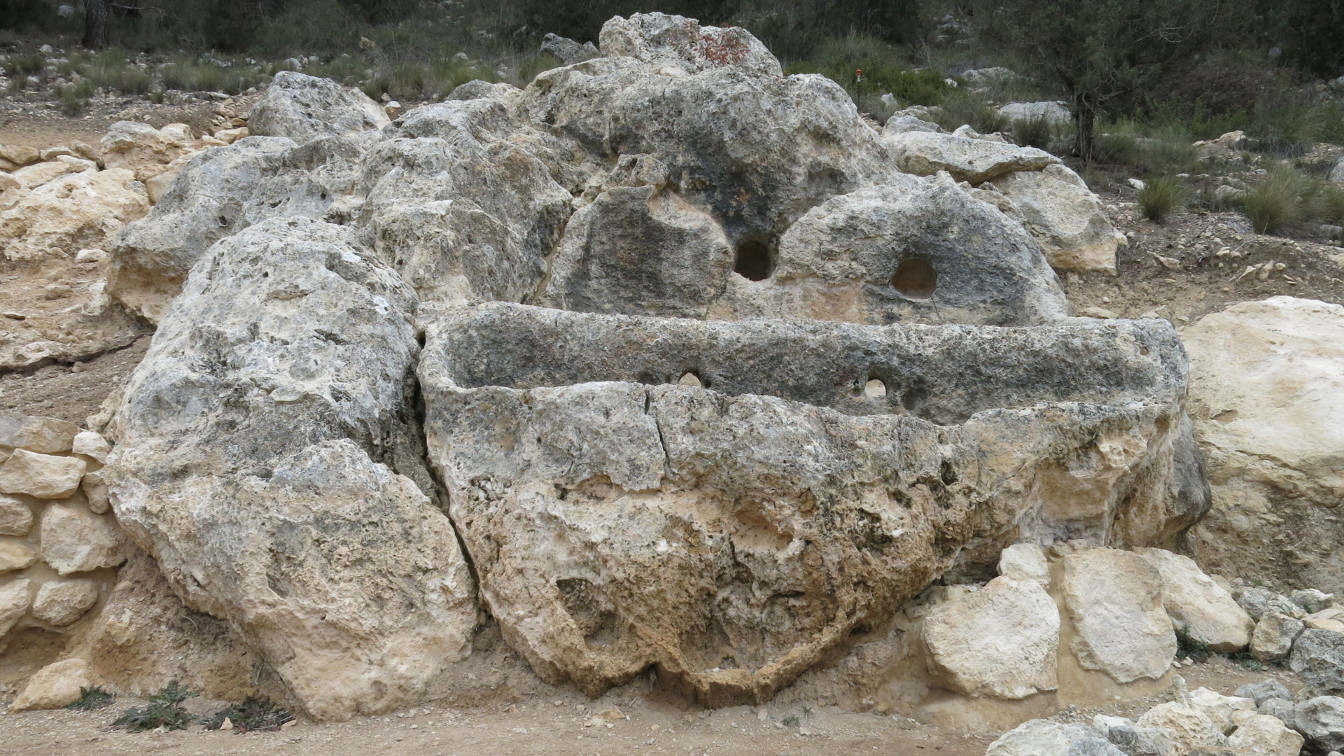
Conjunto de lagares rupestres excavados en la roca. Solana de las Pilillas (Requena), bien de interés cultural.

Lagar, o jaraíz, es el recipiente, ingenio, cuba, barreño o gran tina o primitiva prensa donde se pisan los frutos de la vid (para obtener el mosto, separando el hollejo de la pulpa), el olivo (dentro de la almazara donde se prensa la aceituna) o el manzano (para triturar la manzana, extraer su jugo y fabricar la sidra).
También denomina, por extensión, el edificio donde se encuentra la prensa y el espacio que ocupa. El edificio suele disponer de una cueva utilizada como bodega que guarda el vino habitualmente en grandes tinajas o toneles. Como en muchas bodegas, suele disponer de una entrada para descargar directamente la uva traída desde el majuelo. Es una construcción típica de España.